# Daniel Bumann
Daniel Bumann (* 19. Dezember 1958 in Basel; heimatberechtigt in Saas-Fee) ist ein Schweizer Koch. Schweizweit bekannt wurde er als Restaurant-Experte in der Doku-Soap-Serie Bumann, der Restauranttester.

## Werdegang als Koch
Bumann wuchs im elterlichen Gasthof oberhalb von Saas-Fee auf. Er absolvierte eine Lehre zum Koch in Leukerbad. Nach seiner Ausbildung vertiefte er sein Fachwissen in diversen Restaurants. Zwischen 1981 und 1990 war er Küchenchef in zwei Erstklasshäusern. Er absolvierte in dieser Zeit die höhere Fachprüfung zum eidgenössisch diplomierten Küchenchef. 1988 führte er als Team-Captain die schweizerische Kochnationalmannschaft und wurde mit ihr Weltmeister und Sieger der Kocholympiade.

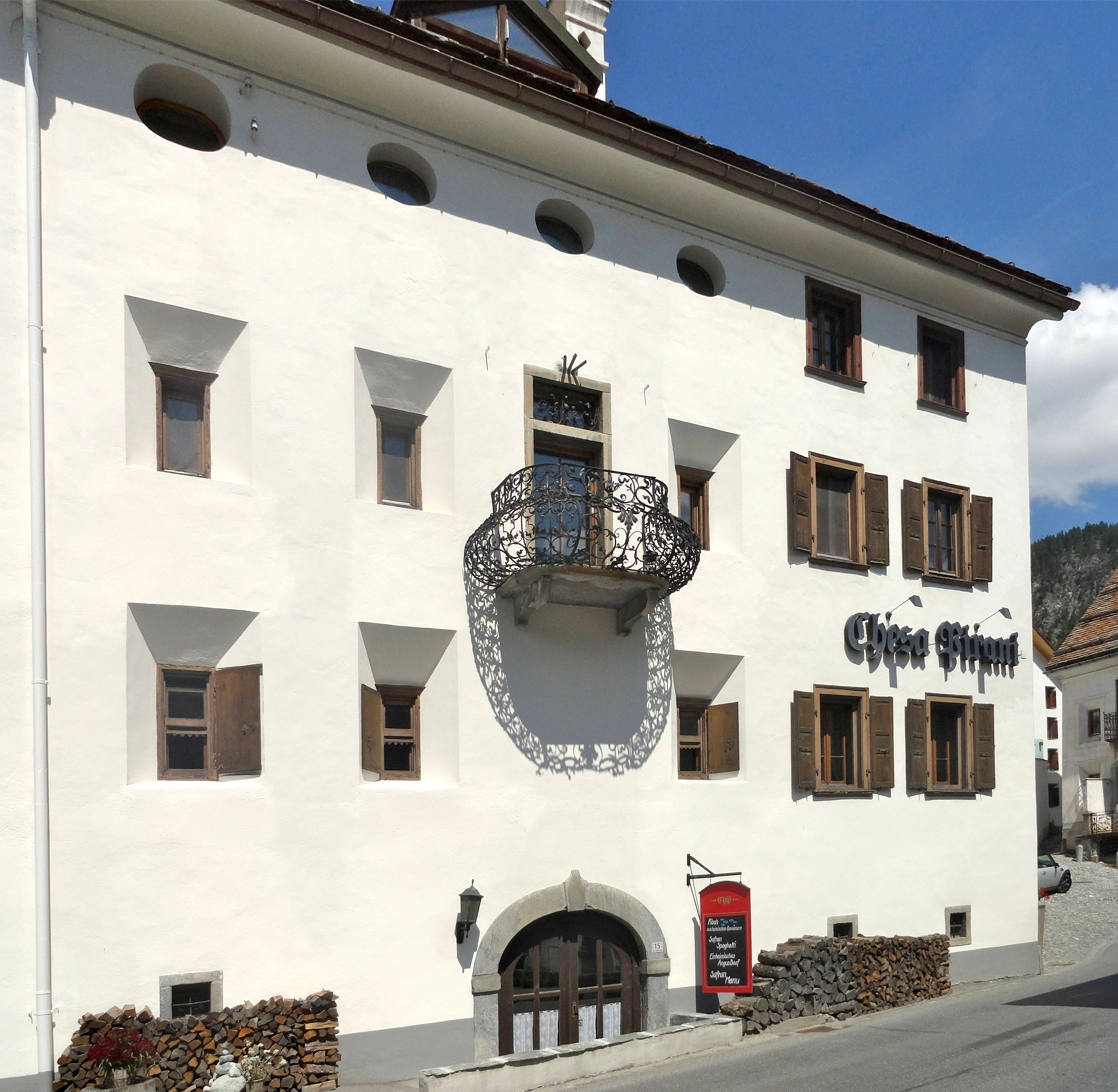
Das Chesa Pirani in La Punt

Im Dezember 1990 eröffnete Bumann mit seiner Ehefrau Ingrid Bumann das erste Lokal in Naters, das Bumanns Kulinarium, das sie fünf Jahre erfolgreich führten. Von 1995 bis 2017 führten sie wiederum gemeinsam das eigene Fine-Dining-Restaurant «Bumanns Chesa Pirani» in La Punt bei St. Moritz. Bumanns Chesa Pirani gehörte bis zur Schliessung im April 2017 zu den zehn besten Restaurants der Schweiz. Bumann blickt insgesamt auf eine 41-jährige Karriere als Koch zurück, davon 27 Jahre als selbständiger Gastronom.

## Auszeichnungen
- 2003 bis 2017: 18 Punkte, als Aufsteiger des Jahres von Gault-Millau Schweiz
- 2004: Milestone Tourismuspreis Schweiz
- 2006: Gastgeberteam des Jahres von Guide bleu
- 2008: Restaurant des Jahres von Bertelsmann
- Bis 2017: 2 Sterne im Guide Rouge Michelin.[3]

## Bumann, der Restauranttester
Von 2009 bis 2021 stand Bumann bei dem Fernsehsender 3+ für die Sendung Bumann, der Restauranttester vor der Kamera. Dabei bot er Restaurants, die Probleme hatten, seine Hilfe an. In 15 Staffeln mit insgesamt 102 Episoden war Bumann als Restaurant-Berater quer durch die Schweiz unterwegs. Ende April 2021 gab Daniel Bumann seinen Rücktritt als TV-Experte bekannt. Die Sendung ist eine Adaption von Rach, der Restauranttester, die wiederum auf dem englischen Original Gordon Ramsay: Chef ohne Gnade beruht.